# Madame Moitessier
Madame Moitessier es el título de un retrato de Marie-Clotilde-Inès Moitessier (apellido de soltera de Foucauld) iniciado en 1844 y terminado en 1856 por Jean-Auguste-Dominique Ingres. El retrato, que representa a la señora Moitessier sentada, se encuentra ahora en la National Gallery de Londres. Madame Moitessier es también el título de un segundo retrato de Ingres, que la representa de pie y que fue pintado en 1851; ahora se encuentra en la Galería Nacional de Arte, Washington D. C.. 

## Tema

1851 retrato de pie (Galería Nacional de Arte, Washington D. C.)

Marie-Clotilde-Inés de Foucauld (1821-1897) era la hija de un funcionario del departamento de bosques y cursos de agua. En 1842 se casó con un viudo que le doblaba la edad, el rico banquero y comerciante de encaje Sigisberto Moitessier, convirtiéndose así en la señora Moitessier. En 1844 se pusieron en contacto con Ingres a través de un intermediario con la idea de pintar su retrato.  Reacio a esta altura de su carrera a aceptar comisiones (él considera el retrato una forma inferior de un arte que una pintura de historia) inicialmente rechazó la solicitud de Sigisberto Moitessier. Sin embargo, cuando se reunió Ingres con la señora Moitessier, le llamó la atención por su belleza junesca  y aceptó hacer un retrato.

## Dos retratos
Comenzó a trabajar en la versión sentada, que era originalmente para incluir a la hija de Moitessier, Catherine. El trabajo progresaba lentamente pues Ingres, encontraba a Catherine "imposible", y la eliminó de la composición en algún momento alrededor de 1847. El trabajo se suspendió en 1849, cuando la muerte de la esposa de Ingres en junio lo dejó incapaz de trabajar durante varios meses, y la señora Moitessier estaba embarazada de su segundo hijo. En junio de 1851, la mujer a la que llamó "la belle et bonne" ("la bella y buena") le recordó que su retrato aún no se había completado, Ingres comenzó de nuevo, pintando el retrato de pie de ella, que terminó en diciembre de 1851. A continuación, regresó al retrato de sentada, que completó en 1856. 
Característicamente, Ingres encontró la inspiración en el arte del pasado cuando pintó a Madame Moitessier. La pose con una mano que toca la mejilla fue tomada de un fresco de Hércules y Télefo de Herculano que pudo haber visto en Nápoles en 1814 y que le era familiar a través de grabados. Una pintura de Tiziano, Retrato de una dama, puede haber inspirado el perfil en el espejo. 
Existen numerosos estudios elaborados para ambos retratos. Un estudio en lienzo para el retrato sentado, en el que la figura ha sido dibujado por Ingres y el fondo pintado por un asistente, se encuentra en el Museo Ingres en Montauban.